# Paul Kalkbrenner
Pour les articles homonymes, voir Kalkbrenner.
 (décembre 2010).
Si vous disposez d'ouvrages ou d'articles de référence ou si vous connaissez des sites web de qualité traitant du thème abordé ici, merci de compléter l'article en donnant les références utiles à sa vérifiabilité et en les liant à la section « Notes et références ».
Paul Kalkbrenner, né à Leipzig en 1977, est un producteur et DJ allemand de musique électronique de style techno et electro, également connu sous les pseudonymes Paul dB+, Kalkito ou Grenade.
Son frère, Fritz Kalkbrenner, est également DJ.

## Biographie
Paul Kalkbrenner fait ses premiers pas dans l'univers de la musique par une formation de trompettiste jusqu'en 1990, après quoi il se lance dans des concerts et des performances live.
Kalkbrenner compose et crée de la musique depuis le début des années 1990, après de nombreuses nuits blanches passées sur les dancefloors d'E-Werk et Planet and Whale, deux célèbres clubs berlinois. Jusqu'au milieu des années 1990, Kalkbrenner subsiste grâce à un poste de rédacteur à la télévision qui lui permet de financer ses premiers équipements et de commencer sa carrière de DJ en 1994.
Ses premiers titres sous le nom de Paul dB+ sortent en 1999 sur le label berlinois Bpitch Control, dans l'EP Friedrichshain (du nom du quartier de Berlin qui l'a vu grandir).
Le 3e album de Kalkbrenner en 2004, Self, marque le début d'une nouvelle période d'éclosion pour le DJ et son label. Son son mélodique et son goût pour la grandiloquence obéissent certes à une logique dansante, mais Self introduit une esthétique narrative nouvelle.
Sur scène, il utilise le séquenceur Ableton Live, une console de mixage analogique 16 voies Allen & Heath Wizard, un contrôleur MIDI evolution UC16 et 2 interfaces audio RME fireface 400.
En octobre 2008, sort le film Berlin Calling de Hannes Stöhr, relatant la vie nocturne berlinoise, dans lequel il joue le rôle principal d'un DJ qui s'inspire de son quotidien pour enregistrer son album. Il est aussi l'auteur de la bande originale du film, qui est un succès commercial puisqu'elle est certifiée disque d'or en Allemagne. Le single Sky and Sand issu de la bande originale et dont la partie chantée est assurée par le frère de Paul, Fritz, est resté 14 semaines au hit-parade belge en 2009.
En décembre 2010 sort un documentaire sur ses concerts live intitulé Paul Kalkbrenner 2010 - A Live Documentary. En Allemagne, le DVD obtient un disque d'or dans la catégorie des vidéos musicales en 2011.
Le 3 juin 2011 est sorti son album Icke Wieder, certifié lui aussi disque d'or en Allemagne.
Il se marie en 2012 avec Simina Grigoriu (en), elle aussi DJ. En décembre 2012, Paul Kalkbrenner sort son album Guten Tag. Une série de concerts est prévue dans différentes villes européennes.
Dès le printemps 2015, il enchaine les événements, dont plusieurs en France ainsi que Tomorrowland en Belgique. Paul Kalkbrenner sort chez Columbia/Sony Music son septième album, en août, intitulé 7.

## Discographie

### Albums
2001
- Superimpose EP (Bpitch Control)
- Zeit EP (Bpitch Control)
- Ellen Allien Dataromance (Paul Kalkbrenner Remix) (Bpitch Control)
- Lexy & Autotune Shibuya Love (Paul Kalkbrenner Remix) (Jakuza Records)

2002
- Brennt (Bpitch Control)

2003
- F.FWD (Bpitch Control)
- Steinbeisser (Bpitch Control)
- Sascha Funke Forms & Shapes (P. Kalkbrenner Remix) (Bpitch Control)
- Die Raketen The Sound Für Zwischendurch (Paul Kalkbrenner Remix) (Low Spirit Records)

2004
- Press On (Bpitch Control)
- Self EP (Bpitch Control)
- Agoria Stereolove (Paul Kalkbrenner's "John 3-20" Mix) (PIAS France)

2005
- Tatü-Tata (Bpitch Control)
- Lexy & K-Paul Happy Zombies (Paul Kalkbrenner Remix) (Low Spirit Records)

2006
- Keule (Bpitch Control)
- Reworks 12" no 1 (Bpitch Control)
- Reworks 12" no 2 (Bpitch Control)
- Reworks 12" no 3 (Bpitch Control)
- Ellen Allien & Apparat Jet (Paul Kalkbrenner Remix) (Bpitch Control)
- Error Error Your Everlasting Breath (Paul Kalkbrenner Remix) (Italic)
- Michel De Hey Snert (Paul Kalkbrenner Remix) (Hey! Records)

2007
- Altes Kamuffel (Bpitch Control)
- Der Senat (Bpitch Control)
- Chordian Closed Eyes (Paul Kalkbrenner Remix) (SONICULTURE)

2008
- Bingo Bongo (Bpitch Control)

2012
- Das Gezabel (Paul Kalkbrenner Musik)

2018
- Parts of life (Sony Music)

### Remixes
- 2raumwohnung - Wir Werden Sehen (2009)
- Agoria - Stereolove (2004)
- Chordian - Closed Eyes (2007)
- Die Raketen - The Sound für Zwischendurch (2003)
- Ellen Allien - Dataromance (2001)
- Ellen Allien & Apparat - Jet (2006)
- Error Error - Your Everlasting Breath (2006)
- Fatboy Slim - Praise You
- Fritz Kalkbrenner - Facing The Sun (2010)
- Gary Jules - Mad World
- Lexy & K-Paul - Happy Zombies (2005)
- Lexy & Autotune - Shibuya Love (2001)
- Michel Cleis featuring Toto La Momposina - La Mezcla (2009)
- Michel De Hey - Snert (2006)
- Moby - Wait For Me (2010)
- Modeselektor - 200007 (2009)
- Nathan Fake - The Sky Was Pink
- Paul Kalkbrenner - Der Berserker (2003)
- Rammstein - Haifisch (2010)
- Sascha Funke - Forms & Shapes (2003)
- Stromae - Te Quiero (2010)
- Undo & Vicknoise - Submarino (2009)
- Simina Grigoriu Feat. MAMA - Kokopelli (2013)